# Otto Ville Kuusinen
Otto Ville Kuusinen, eg. Otto Wilhelm Kuusinen, (ry. Отто Вильгельмович Куусинен, Otto Vilgelmovitj Kuusinen), född 4 oktober 1881 i Laukas i Finland, död 17 maj 1964 i Moskva i Sovjetunionen, var en finländsk-sovjetisk politiker (kommunist). Han är begravd i Kremlmuren.

## Politisk karriär

### Finland
Kuusinen var en av de tongivande inom Finlands socialdemokratiska partis vänsterflygel och under finska inbördeskriget en av de ledande på den röda sidan. Han var länge skeptisk till utsikterna att gå i land med en revolution. Han gav med sig och förklarade den 19 januari 1918 att striden hade börjat. Ännu då, en vecka före krigets början, hoppades han att ledningen skulle innehas av andra som hade starkare tro på seger. Detta tvivel var för övrigt allmänt utbrett bland de röda ledarna. Han yrkade på en verkställande kommitté med representanter för partistyrelsen och radikalare element, som skulle balansera varandra. Hans uppslutning bakom revolutionen skedde av solidaritet med partiet. Till sin läggning var han försiktig och obenägen att tillgripa våld. Sedan kriget väl var ett faktum gav han dock, i egenskap av stalinist, sanktion åt avvisande av eventuella fredstrevare. Han yttrade att vid ledningen ej får vara sådana som vill kompromissa, utan man bör gå till slutet.

### Sovjet
Inför det stundande nederlaget 1918 flydde han 8 april till den nybildade sovjetstaten, där han blev en av Lenins förtrogna och utrikespolitisk rådgivare. Kuusinen var av sina meningsfränder ofta betraktad som en folkhjälte, av andra som en landsförrädare och quisling. I Moskva var han efter kriget med och grundade Finlands kommunistiska parti den 25 augusti 1918. Han var sekreterare i Komintern 1921–1939. Han förenade befattningen i Komintern med posten som biträdande chef för huvudstyrelsen för röda arméns underrättelsetjänst GRU. 
Sedan Sovjetunionen med stöd av Molotov-Ribbentrop-pakten gått till anfall mot Finland 30 november 1939 utropades Kuusinen av Stalin till chef för en sovjettrogen regim för Finland, vilken blev känd under namnet Terijokiregeringen. I och med fredsslutet efter vinterkriget upplöstes Terijokiregeringen och Kuusinen gjordes istället till ordförande i högsta sovjet för Karelsk-finska sovjetrepubliken, på vilken post han kvarstannade till 1956. I republikens huvudstad Petroskoj står Kuusinen ännu idag staty framför stadshuset. Han var sekreterare i Sovjetunionens kommunistiska partis centralkommitté 1946–1953 och 1957–1964. 1952 och 1957 invaldes han till Sovjetunionens högsta sovjets presidium. Han ingick från 1957 i politbyrån sedan han stött Chrusjtjov i uppgörelsen med den så kallade partifientliga gruppen. Kuusinen var under nära 40 år en av de mest inflytelserika personerna i Sovjetunionen.

### Kontakter med Finland
Kuusinen vistades 1919–1920 en tid illegalt i Finland för att organisera en revolutionsrörelse. Han försökte dessutom 1958 besöka Finland som medlem i en sovjetisk delegation men den finska regeringen lät vid underhandskontakter göra klart att Kuusinen inte var välkommen.

## Personligt
Under hela sitt liv bibehöll Kuusinen ett starkt intresse för filosofi och estetik. I sin ungdom skrev han både dikter och prosastycken i nationell anda. Inom sovjetledningen var Kuusinen den främste uttolkaren av marxismen. Därigenom, och genom att tidigt distansera sig från Trotskij, överlevde Kuusinen alla Stalins utrensningar inom det sovjetiska ledarskiktet på 1930-talet. Hans andra hustru Aino Maria Kuusinen fängslades 1938 och fick först tillbringa 10 år i lägren kring Vorkuta. Frisläppt uppsökte hon amerikanska ambassaden för hjälp, vilket de dock inte kunde bistå med. Hon arresterades återigen  och dömdes på nytt till 10 år i Dubrovlag i Mordvinien. Hon satt 17 år i slavarbetsläger. 
Otto Ville var far till Hertta Kuusinen.